# Plusiodonta chalsytoides
Plusiodonta chalsytoides är en fjärilsart som beskrevs av Achille Guenée 1852. Plusiodonta chalsytoides ingår i släktet Plusiodonta och familjen nattflyn. Inga underarter finns listade i Catalogue of Life.